# IC 1727
IC 1727 (również PGC 6574 lub UGC 1249) – magellaniczna galaktyka spiralna z poprzeczką znajdująca się w gwiazdozbiorze Trójkąta w odległości około 24 milionów lat świetlnych od Ziemi. Została odkryta 29 listopada 1896 roku przez Isaaca Robertsa.
IC 1727 oddziałuje grawitacyjnie z pobliską galaktyką NGC 672, od której dzieli ją dystans niecałych 90 tysięcy lat świetlnych. Galaktyki te należą do małej grupy galaktyk wraz z NGC 784, UGC 64 i Andromedą IV. Masę galaktyki IC 1727 szacuje się na 10 miliardów mas Słońca.